# Тит Цезерний Македон
Тит Цезерний Статий Квинкций Македон (лат. Titus Caesernius Statius Quinctius Macedo) — римский государственный деятель второй половины I века — начала II века.
Македон происходил из сословия всадников. Его родиной был город Аквилея. О его карьере известны следующие факты. Около 85—89 годов он занимал должность прокуратора Паннонии и, возможно, принимал участие в дакийских войнах императора Домициана. В 107 году Македон находился на посту прокуратора Мавретании Цезарейской. Его супругой была Рутилия Приска Сабиниана, дочь претора. В их браке родились двое сыновей: консул-суффект 138 года Тит Цезерний Квинкциан и консул-суффект 141 года Тит Цезерний Статиан.